# A Bela e o Prisioneiro
A Bela e o Prisioneiro é um filme pornográfico da produtora Brasileirinhas, estrelado por Alexandre Frota. O filme ficou conhecido por ser uma das primeiras incursões de uma celebridade no ramo pornográfico e abriu caminho para uma série de produções semelhantes.

## Enredo
No filme, Frota defende uma mulher de um estuprador, acaba matando-o e é preso em flagrante. Uma vez na cadeia, envolve-se com todas as mulheres ao seu redor. O filme possui 5 cenas de sexo e possui uma sequência, Onze Mulheres e Nenhum Segredo.

## Elenco
- Alexandre Frota
- Gina Jolie
- Thaiza Lemmon
- Letícia Scott
- Vivian Mello
- Gabriela Asstryd
- Karol Angel